# هارلي جاين كوزاك
هارلي جاين كوزاك (بالإنجليزية: Harley Jane Kozak)‏ هي كاتِبة وممثلة أمريكية، ولدت في 28 يناير 1957 بويلكس بار في الولايات المتحدة. بدأت مشوارها المهني سنة 1981.

## أعمال

### أفلام
- (1989) عندما التقى هاري بسالي[6]

## وصلات خارجية
- هارلي جاين كوزاك على موقع IMDb (الإنجليزية)
- هارلي جاين كوزاك على موقع ألو سيني (الفرنسية)
- هارلي جاين كوزاك على موقع أول موفي (الإنجليزية)
- هارلي جاين كوزاك على موقع قاعدة بيانات الأفلام السويدية (السويدية)
- هارلي جاين كوزاك على موقع إن إن دي بي (الإنجليزية)
- هارلي جاين كوزاك على موقع قاعدة بيانات الفيلم (الإنجليزية)
- هارلي جاين كوزاك على موقع كينوبويسك (الروسية)